# Natação nos Jogos Olímpicos de Verão de 2024 - 10 km masculino
A prova dos 10 km masculino da maratona aquática nos Jogos Olímpicos de Verão de 2024 ocorreu em 9 de agosto de 2024 com largada na Ponte Alexandre III e percurso pelo rio Sena, em Paris. Um total de 29 nadadores de 21 Comitês Olímpicos Nacionais (CON) participaram do evento.

## Qualificação
Um total de 22 vagas foram atribuídas para os 10 km de maratona aquática masculino:
- 3 primeiros na prova de 10 km do Campeonato Mundial de Esportes Aquáticos de 2023 (máximo de 2 por CON);
- 15 primeiros colocados na prova de 10 km do Campeonato Mundial de Esportes Aquáticos de 2024, ainda sem nadadores classificados (máximo de 2 por CON);
- 4 representantes de cada um dos continente da FINA (África, Américas, Ásia e Europa), com exceção da Oceania, baseados nas colocações do Campeonato Mundial de Esportes Aquáticos de 2024;
- 1 representante do país-sede (França) se não qualificado pelas vias anteriores. Se a França já tivesse um nadador qualificado, a vaga seria realocada para o Campeonato Mundial de 2024.

Adicionalmente, 11 vagas foram atribuídas a nadadores com tempos de qualificação nos 800 m e 1500 metros livre em piscina.

## Formato
Ao contrário dos outros eventos da natação em piscina, a maratona aquática de 10 quilômetros é disputada em águas abertas. Nenhuma bateria preliminar é realizada, com apenas uma única corrida em massa sendo disputada. A prova é disputada em nado livre, sem regulamentação de braçadas.

## Calendário
Horário local (UTC+2)
| Data                | Horário | Fase  |
| ------------------- | ------- | ----- |
| 9 de agosto de 2021 | 7:30    | Final |

## Medalhistas
| Ouro   | HUN Kristóf Rasovszky |
| Prata  | GER Oliver Klemet     |
| Bronze | HUN Dávid Betlehem    |

## Resultados
Os três primeiros a completar o percurso de 10 km conquistam as medalhas.
| Pos.              | Nadador              | CON                | Tempo     | Dif.     | Notas |
| ----------------- | -------------------- | ------------------ | --------- | -------- | ----- |
| Medalha de ouro   | Kristóf Rasovszky    | HUN Hungria        | 1:50:52.7 |          |       |
| Medalha de prata  | Oliver Klemet        | GER Alemanha       | 1:50:54.8 | +2.1     |       |
| Medalha de bronze | Dávid Betlehem       | HUN Hungria        | 1:51:09.0 | +16.3    |       |
| 4                 | Domenico Acerenza    | ITA Itália         | 1:51:09.6 | +16.9    |       |
| 5                 | Logan Fontaine       | FRA França         | 1:51:47.9 | +55.2    |       |
| 6                 | Hector Pardoe        | GBR Grã-Bretanha   | 1:51:50.8 | +58.1    |       |
| 7                 | Marc-Antoine Olivier | FRA França         | 1:51:50.9 | +58.2    |       |
| 8                 | Florian Wellbrock    | GER Alemanha       | 1:51:54.4 | +1:01.7  |       |
| 9                 | Gregorio Paltrinieri | ITA Itália         | 1:51:58.0 | +1:05.3  |       |
| 10                | Athanasios Kynigakis | GRE Grécia         | 1:52:37.2 | +1:44.5  |       |
| 11                | Nicholas Sloman      | AUS Austrália      | 1:56:24.4 | +5:31.7  |       |
| 12                | Paulo Strehlke       | MEX México         | 1:56:28.4 | +5:35.7  |       |
| 13                | Kyle Lee             | AUS Austrália      | 1:56:42.5 | +5:49.8  |       |
| 14                | Toby Robinson        | GBR Grã-Bretanha   | 1:56:43.0 | +5:50.3  |       |
| 15                | Taishin Minamide     | JPN Japão          | 1:56:57.3 | +6:04.6  |       |
| 16                | Matan Roditi         | ISR Israel         | 1:57:02.3 | +6:09.6  |       |
| 17                | David Farinango      | ECU Equador        | 1:57:08.6 | +6:15.9  |       |
| 18                | Daniel Wiffen        | IRL Irlanda        | 1:57:20.1 | +6:27.4  |       |
| 19                | Ivan Puskovitch      | USA Estados Unidos | 1:57:52.5 | +6:59.8  |       |
| 20                | Martin Straka        | CZE Chéquia        | 1:57:52.9 | +7:00.2  |       |
| 21                | Jan Hercog           | AUT Áustria        | 2:01:03.8 | +10:11.1 |       |
| 22                | Piotr Woźniak        | POL Polônia        | 2:02:38.6 | +11:45.9 |       |
| 23                | Kuzey Tunçelli       | TUR Turquia        | 2:02:58.1 | +12:05.4 |       |
| 24                | Felix Auböck         | AUT Áustria        | 2:03:00.5 | +12:07.8 |       |
| 25                | Henrik Christiansen  | NOR Noruega        | 2:03:38.2 | +12:45.5 |       |
|                   | Guilherme Costa      | BRA Brasil         | DNF       | DNF      |       |
|                   | Carlos Garach        | ESP Espanha        | DNF       | DNF      |       |
|                   | Phillip Seidler      | NAM Namíbia        | DNF       | DNF      |       |
|                   | Emir Batur Albayrak  | TUR Turquia        | DNF       | DNF      |       |
|                   | Victor Johansson     | SWE Suécia         | DNS       | DNS      |       |
|                   | Ahmed Jaouadi        | TUN Tunísia        | DNS       | DNS      |       |

Legenda
| Recorde mundial      | Recorde mundial (World record)               |                       | Recorde africano                      | Recorde africano (African) |                                           | Q | Classificado por posição (Qualified) |
| Recorde olímpico     | Recorde olímpico (Olympic record)            | Recorde da América    | Recorde da América (Americas)         | q                          | Classificado por melhor tempo (Qualified) |   |                                      |
| Melhor marca do ano  | Melhor marca do ano (World leading)          | Recorde asiático      | Recorde asiático (Asian)              | DNS                        | Não largou (Did not start)                |   |                                      |
| Recorde nacional     | Recorde nacional (National record)           | Recorde europeu       | Recorde europeu (European)            | DNF                        | Não terminou (Did not finish)             |   |                                      |
| Recorde pessoal      | Recorde pessoal do atleta (Personal best)    | Recorde da Oceania    | Recorde da Oceania (Oceania)          | DSQ / DQ                   | Desclassificado (Disqualified)            |   |                                      |
| Recorde da temporada | Recorde da temporada do atleta (Season best) | Recorde sul-americano | Recorde sul-americano (South America) | NM                         | Sem marca (No mark)                       |   |                                      |